# 千葉市立美浜打瀬小学校
千葉市立美浜打瀬小学校（ちばしりつ みはまうたせしょうがっこう）は、千葉県千葉市美浜区打瀬にある千葉市立小学校。

## 沿革
- 2006年4月1日 - 千葉市立打瀬小学校、千葉市立海浜打瀬小学校より分離し、千葉市立小学校122番目の学校として開校。
- 2009年3月31日 - 仮設校舎完成。

## 通学区域
- 打瀬1丁目7～11番地
- 打瀬2丁目13～24番地
- 打瀬3丁目9番地、11～14番地(13番地5を除く)
- (地域内での引越しなどによっては上記以外からも通学可)

## 進学先中学校
- 千葉市立打瀬中学校

## 学区内の主な施設
- 幕張ベイタウン・コア
- 花見川緑地交通公園
- 千葉市立打瀬中学校
- みらい保育園

## アクセス
- JR海浜幕張駅より徒歩約20分